# 兩廳院臺灣週
兩廳院臺灣週（英語：Taiwan Week），每兩年於台灣國際藝術節（TIFA）期間舉辦，於2021年開始推出。

## 簡介
Taiwan Week 每兩年於台灣國際藝術節（TIFA）期間舉辦，由國家兩廳院與大臺北地區場館合作，共同展演以臺灣文化為基底的當代作品，並透過國際策展人的邀訪，打造國際交流平臺，將臺灣藝術家推向世界的舞臺。
Taiwan Week期間也同時舉辦公開論壇，與國際策展人討論議題，除了希望促成國際夥伴與台灣藝術家及產業的交流與合作，也希望讓台灣的重要觀點呈現在國際表演藝術領域的視野當中。

## 迴響與評論
- 2021年Taiwan Week期間，國家兩廳院邀請7位男性藝術家，跟4位外國男性策展人進行線上對談，引發「性別失衡」的批判與討論[2][3]。

## 外部連結
- 台灣週 （页面存档备份，存于）
- 國家兩廳院 （页面存档备份，存于）